# 北侧金盏花
北侧金盏花（学名：Adonis sibirica）为毛茛科侧金盏花属下的一个种。其种加词“sibirica”意为“西伯利亚的”。

## 异名
- Adonanthe sibirica (Ledeb.) Spach
- Adonis sibirica Patrin
- Chrysocyathus sibiricus (Ledeb.) Holub